# Spotkanie w nocy

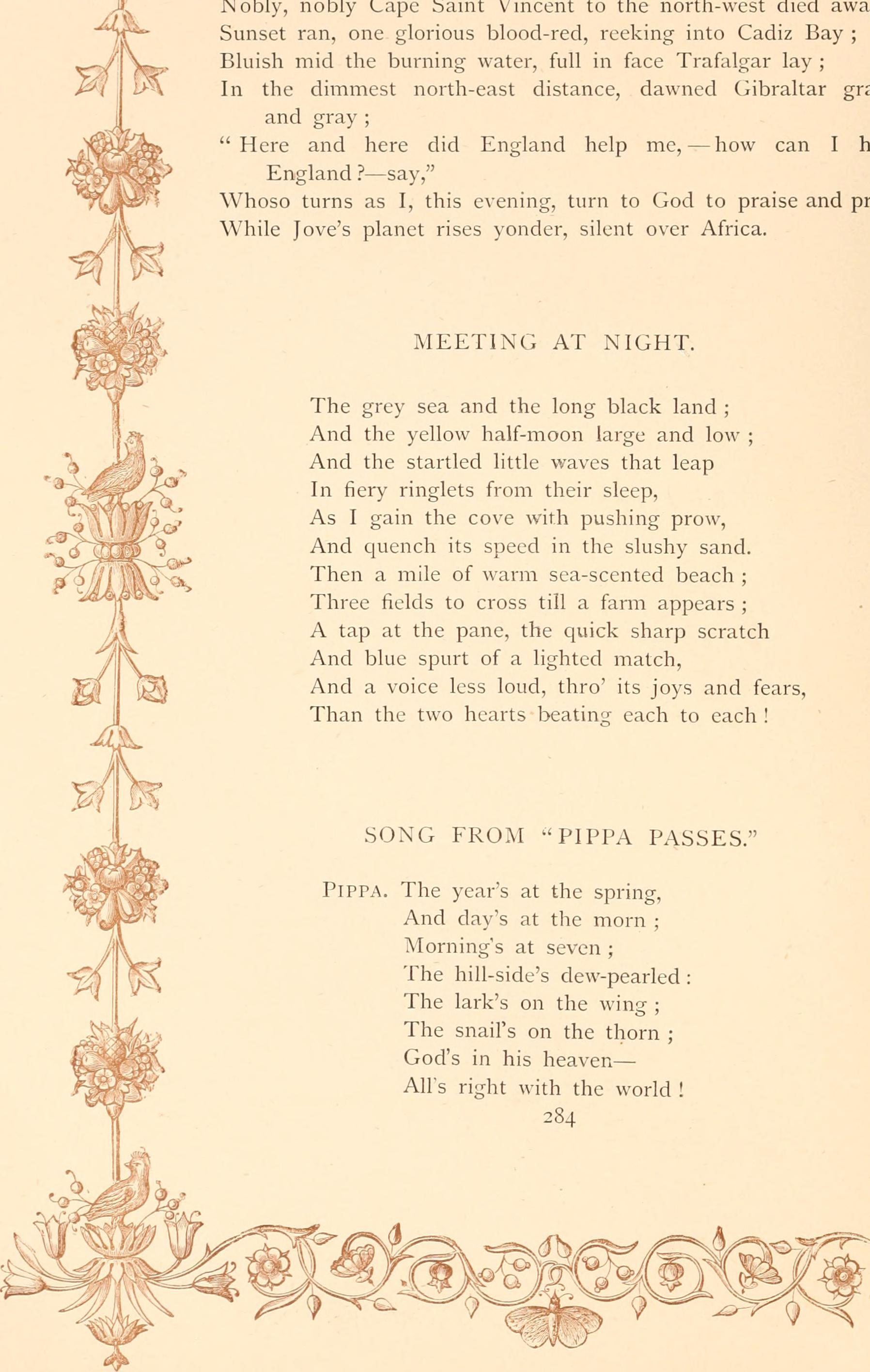
Wiersz Spotkanie w nocy w antologii poezji angielskiej Waltera Thornbury'ego z 1867 roku.

Spotkanie w nocy (ang. Meeting at Night) – wiersz Roberta Browninga opublikowany po raz pierwszy w 1845 roku w zbiorze zatytułowanym Dramatic Romances and Lyrics. Pierwotnie wiersz ten stanowił część dylogii Night and Morning, dopiero w późniejszych wydaniach poeta zatytułował obie części Meeting at Night i Parting at Morning.

## Treść
Wiersz opisuje drogę, jaką jedno z kochanków przebywa, by spotkać się z drugim. Ponieważ podmiot mówiący utożsamia się z poetą, uważa się, że osobą podróżującą jest mężczyzna, choć w tekście angielskim nie ma wykładników rodzajowych.
The grey sea and the long black land;
And the yellow half-moon large and low;
And the startled little waves that leap
In fiery ringlets from their sleep,
As I gain the cove with pushing prow,
And quench its speed i' the slushy sand.

Then a mile of warm sea-scented beach;
Three fields to cross till a farm appears;
A tap at the pane, the quick sharp scratch
And blue spurt of a lighted match,
And a voice less loud, thro' its joys and fears,
Than the two hearts beating each to each!

## Wersyfikacja
Utwór składa się z dwóch strof sześciowersowych o rzadko spotykanym, lustrzanym układzie rymów abccba deffed. Taka sekwencja współbrzmień została najprawdopodobniej przejęta z literatury włoskiej, gdzie sonety rymują się niekiedy abbaabba cdeedc. Taki układ wykorzystywał czasem Dante Alighieri. W Polsce stosował go w Setniku rymów duchownych obficie czerpiący z poezji włoskiej Sebastian Grabowiecki. Wiersz jest toniczny, czteroakcentowy. W pierwszej strofie można zaobserwować wyrazistą instrumentację głoskową, polegającą na nasyceniu tekstu spółgłoską [l], nadająca mu walor eufoniczny. Występują też aliteracje na [p] i [s].

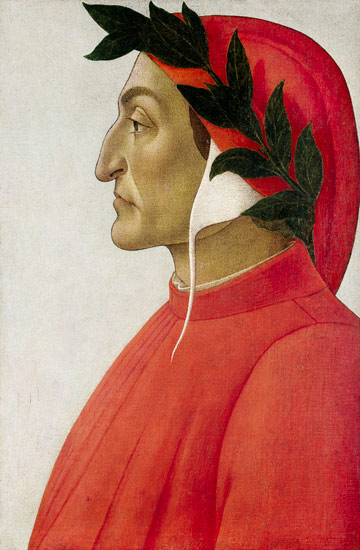
Sanro Botticelli, Portret Dantego Alighieri.

## Obrazowanie
Nowatorstwo wiersza Meeting at Night polega na śmiałym, skrótowym operowaniu obrazem, co podkreśla Stanisław Barańczak. Browning używa głównie rzeczowników. Zwraca przy tym uwagę na szczegóły, jak zapalenie zapałki i towarzyszący mu charakterystyczny dźwięk. Tego typu obrazowanie o wiele później legło u podstaw imagizmu. Zastosowana przez Browninga metoda polega na sugerowaniu czytelnikowi uczuć i doznań bohaterów bez mówienia o nich wprost. W tym wierszu, ewidentnie należącym do nurtu poezji miłosnej, poeta w ogóle nie używa słowa love (miłość). Istnieje wiele interpretacji tego wiersza. Niektóre z nich są dostępne w Internecie.

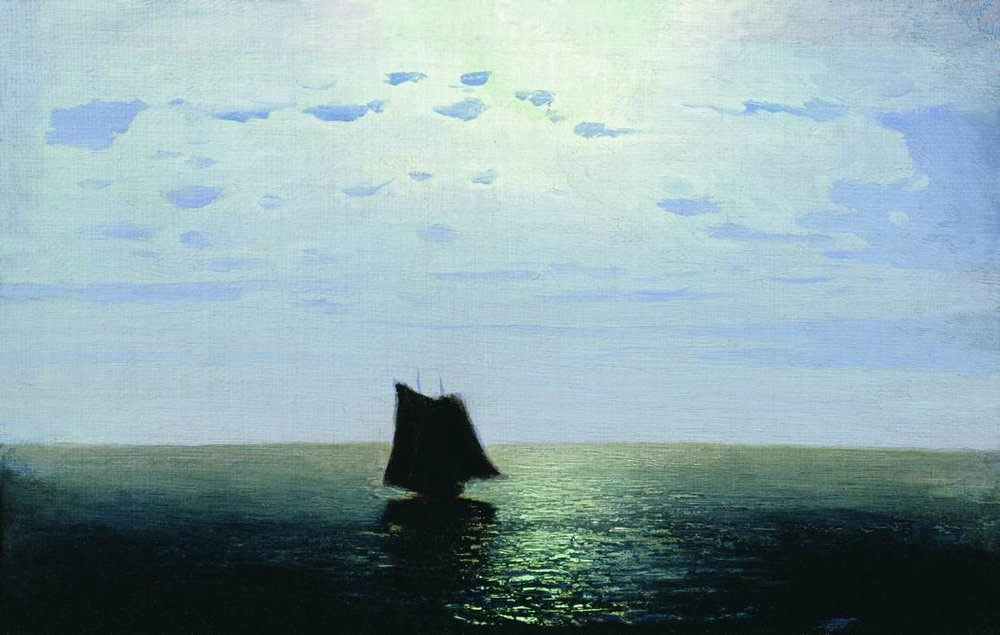
Księżycowa noc na morzu. Obraz Archipa Kuindżego (ok. 1910)

## Przekłady
Wiersz Browninga należy do najczęściej tłumaczonych utworów poety. W Polsce przekładali go Jan Kasprowicz, Jerzy Pietrkiewicz, Juliusz Żuławski, Stanisław Barańczak i Wiktor Jarosław Darasz. Nasi tłumacze posługiwali się różnymi rodzajami wiersza, ale zgodnie zachowywali charakterystyczny schemat rymów.